# Tianzhen
Tianzhen (chinesisch 天镇县, Pinyin Tiānzhèn Xiàn) ist ein chinesischer Kreis und gehört zum Verwaltungsgebiet der bezirksfreien Stadt Datong in der Provinz Shanxi. Er hat eine Fläche von 1.688 km² und zählt 160.691 Einwohner (Stand: Zensus 2020).
Die Shaliangpo-Gräber (沙梁坡墓群,  Shāliángpō mùqún) aus der Zeit der Han-Dynastie und der Ciyun-Tempel (慈云寺,  Cíyún sì) stehen seit 2006 auf der Liste der Denkmäler der Volksrepublik China.